# Colostygia infuscata
Colostygia infuscata är en fjärilsart som beskrevs av Hans Rebel 1910. Colostygia infuscata ingår i släktet Colostygia och familjen mätare. Inga underarter finns listade i Catalogue of Life.